# Burkhard Schwuchow
Burkhard Schwuchow (* 18. Januar 1966 in Paderborn) ist ein deutscher Politiker (CDU). Er ist seit 2009 hauptamtlicher Bürgermeister der nordrhein-westfälischen Mittelstadt Büren.

## Leben
Burkhard Schwuchow ging in Wewelsburg zur Grundschule und zur Hauptschule Niederntudorf/Wewelsburg in Ahden und Niederntudorf. Anschließend machte er an einer Berufsfachschule für Technik in Büren seine Mittlere Reife und absolvierte bei der Bau- und Möbeltischlerei Schubert & Sohn in Wewelsburg eine Tischlerlehre. Sein Fachabitur machte er in Büren an einer Fachoberschule für Bautechnik. Nach seinem Wehrdienst studierte er von 1987 bis 1991 Bauingenieurwesen, Wasserwirtschaft und Verkehrswesen an der Gesamthochschule in Höxter. Das Studium schloss er mit einem Dipl. Ing. (FH) ab.
Von 1991 bis 1992 arbeitete Burkhard Schwuchow im Planungsamt der Stadt Paderborn, danach war er bis 1996 Projekt- und Bauleiter in verschiedenen Planungsbüros. Von 1996 bis 2001 war er Sachbearbeiter im Bauamt der sauerländischen Stadt Marsberg und von 2001 bis zu seiner Wahl als Bürgermeister Leiter des Bauamtes der Gemeinde Hövelhof.
Burkhard Schwuchow ist verheiratet und hat drei Kinder.

## Politischer Werdegang und Bürgermeisteramt
Burkhard Schwuchow war Mitglied des Bürener CDU-Stadtverbandvorstandes. Bei den Bürgermeisterwahlen am 30. August 2009 wurde er mit 66,47 Prozent der gültigen Stimmen als Nachfolger von Wolfgang Runge (CDU), der aus Altersgründen nicht mehr antrat, zum neuen Bürgermeister von Büren gewählt. Bei der Bürgermeisterwahl 2014 wurde er am 25. Mai 2014 mit 69,86 Prozent der gültigen Stimmen wiedergewählt, 2020 mit 66,10 Prozent der gültigen Stimmen.

## Engagement
Von 2004 bis 2010 war Burkhard Schwuchow Vorsitzender des Tambourcorps & Musikvereins „Edelweiß“ Wewelsburg. In verschiedenen Meisterprüfungsausschüssen der Innungen der Kreishandwerkschaft Paderborn engagierte er sich als Vorsitzender. Im Städte- und Gemeindebund Nordrhein-Westfalen ist Burkhard Schwuchow Vorsitzender des Ausschusses für Städtebau, Bauwesen und Landesplanung. Burkhard Schwuchow ist 1. Vorsitzender des Südlichen Paderborner Landes, einem Förderverein im Rahmen des Projektes LEADER der Europäischen Union.